# Sánchez (Dominikana)
Sánchez – miasto w Dominikanie, w prowincji Samaná.